# あの日々の話
『あの日々の話』（あのひびのはなし）は、2019年4月27日に全国順次公開された日本映画。監督は本作が初監督となる玉田真也、主演は山科圭太。なお、主演の山科は監督の玉田とともに企画も担当した。

## 概要
本作は「青年団」所属の玉田真也が、自身が主宰する劇団「玉田企画」で2016年に初演された同名タイトルの舞台を映画化したもので、ある大学の二次会サークルにおけるカラオケボックスでの一夜を舞台に、若者たちが綴る滑稽で無様な姿を描き出している。なお、本作には同名タイトルの舞台に出演した俳優が多数出演している。第31回東京国際映画祭「日本映画スプラッシュ部門」出品作品。
キャッチコピーは『男と女と欲望と。100分一夜、珠玉の与太話―』。
ポツドールの劇「男の夢」（三浦大輔作）に着想を得た作品であり、2018年10月の東京国際映画祭上演以降、冒頭にその旨のクレジットが表示される。

## あらすじ
ある大学サークルの代表選挙が行われたある日の夜に、OBや現役大学生9名が2次会と称してカラオケを楽しんでいた。そんな最中、席を外した女性のカバンからコンドームを見つけた男性陣は大いに盛り上がる。一方、女性陣の方はOBと現役大学生との間に近寄りがたい異様な空気が浮遊していた。結束力を固めるための決起会は平穏無事に終えるはずだったのだが、ある人物の爆弾発言が発端となり9人全員の人間関係が一気に崩れていこうとしていた。

## キャスト
- 山科圭太
- 近藤強[1]
- 木下崇祥[1]
- 野田慈伸[1]
- 前原瑞樹[1]
- 森岡望[1]
- 高田郁恵[1]
- 菊池真琴[1]
- 長井短[1]
- 太賀[3]
- 村上虹郎[3]

## スタッフ
- 原作・脚本・監督 - 玉田真也
- 企画 - 玉田真也、山科圭太
- エグゼクティブプロデューサー - 大高健志、足立誠、市橋浩治
- プロデューサー - 鈴木徳至
- 撮影 - 中瀬慧
- 照明 - 玉川真人
- 音響 - 黄永昌
- 美術 - 濱崎賢二、福島奈央花
- 助監督 - 川田真理
- 衣裳 - 根岸麻子
- 編集 - 冨永圭祐
- スチール - 小野寺亮
- 配給統括 - 直井卓俊
- 宣伝美術 - 三宅宇太郎
- 宣伝協力 - アニモプロデュース
- 配給 - SPOTTED PRODUCTIONS
- 制作 - MOTION GALLERY STUDIO
- 製作 - 映画「あの日々の話」製作委員会（MOTION GALLERY STUDIO、レトル、ENBUゼミナール）